# Willem Usselincx
Willem Usselincx, né en 1567 à Anvers et décédé en 1647, est un marchand flamand. Il est le fondateur de la Compagnie des Indes occidentales néerlandaise.

## Biographie

### Contexte
La répression contre les protestants, en révolte contre l'Église catholique, par Ferdinand Alvare de Tolède, troisième duc d'Albe, envoyé de Philippe II, roi d’Espagne depuis l'abdication de Charles Quint en 1555, déclencha une émigration massive de Wallons et de Flamands vers le nord de l’Europe (Suède, Angleterre et Allemagne) et des Pays-Bas. Les excès de l’Inquisition conduisirent jusqu’à la révolte des Gueux, ainsi qu'à la formation des Provinces-Unies, due à la sécession des provinces du nord des Pays-Bas (les Provinces du Sud continueront à être sous domination espagnole).

### Enfance
Willem Usselincx né à Anvers en juin 1567[réf. nécessaire].

### La fondation de la Compagnie des Indes occidentales
Sa famille le destine au négoce des épices et il est envoyé en formation en Espagne, au Portugal et aux Açores. Pendant ce séjour, il constate que l’Espagne tire sa richesse principalement des colonies américaines. Dès son retour en 1591, il quitte Anvers pour la Hollande et n’a de cesse de convaincre ses nouveaux compatriotes de fonder à leur tour des colonies sur le nouveau continent afin d’y combattre les Espagnols.
Il lui faut presque trente ans pour parvenir à créer la Compagnie des Indes occidentales en 1621. C'est elle qui affrète le Nieu Nederlandt, navire transportant les premiers colons de New York. C'est elle aussi qui organise l'installation de familles juives et wallonnes en Guyane en 1624, sur les rives du Fleuve Oyapock, sous la direction du capitaine Jan de Moor.
Avec Dierick Ruiter, il est l'un des farouches opposants à toute implication de la Compagnie néerlandaise des Indes occidentales dans le trafic d'esclaves.

### Dernières années
En 1624, lors d'un voyage pour Gdansk, il visite Göteborg et le roi Gustave II Adolphe (1594-1632) l'invite à s'y établir, ce qu'il fait peu après. Dès 1626, Usselincx décrit à la Suède les avantages de la colonisation et est le premier à établir des plans pour l'établissement d'une première colonie suédoise,. La même année, il obtient également une charte pour une nouvelle compagnie, la Compagnie suédoise des mers du Sud, et le monopole du commerce avec les territoires situés hors d'Europe. Tant le roi Gustave II Adolphe que le chancelier Axel Oxenstierna (1583-1654) le soutiennent dans son projet, mais en raison de la Guerre de Trente Ans qui éclate peu après, puis de la mort du roi, la Compagnie n'affrète finalement jamais de navire. Il transforme alors sa compagnie en une société vouée au commerce avec l'Europe.
En 1637, Il est largement ruiné à cause de mauvais investissements.
Willem Usselincx meurt autour de 1647.

## Héritage
L'exemple Willem Usselincx dans la création des compagnies des indes est encore étudié aujourd'hui